# Le Bruit des gens autour
Pour plus de détails, voir Fiche technique et Distribution.
Le Bruit des gens autour est un film français réalisé par Diastème et sorti en 2008.

## Synopsis
Artistes et spectateurs se croisent et continuent à vivre pendant le Festival d'Avignon...

## Fiche technique
- Titre original : Le Bruit des gens autour
- Réalisation : Diastème
- Scénario : Diastème et Christophe Honoré
- Musique : Szymon Brzòska
- Décors : Riton Dupire-Clément
- Production : Thomas Anargyros et Édouard de Vésinne
- Société de production : Cipango Productions Audiovisuelles
- Pays de production :  France
- Langue originale : français
- Format : couleur
- Genres : romance, comédie dramatique, choral
- Durée : 90 minutes
- Date de sortie :
  - France : 9 juillet 2008

## Distribution
- Bruno Todeschini : Richard
- Linh Dan Pham : La spectatrice
- Emma de Caunes : Maud
- Frédéric Andrau : Alex
- Léa Drucker : Kate
- Olivier Py : Marko
- Jeanne Rosa : Louise
- Judith El Zein : Léna
- Olivier Marchal : Henri

## Distinctions
- Festival international du film de Thessalonique 2008 : Mention spéciale et Prix du public